# Long John Silver (personagem)
Long John Silver é um personagem originário do famoso livro do notável escritor escocês Robert L. Stevenson, A Ilha do Tesouro. Ele é o antagonista da história, e sua característica mais marcante, além de ser um pirata, é de possuir a perna esquerda cortada até a coxa, o que o obriga a usar uma muleta, cujo uso constante lhe proporcionou grande agilidade.
Silver foi o contramestre do notório Capitão J. Flint, que escondeu suas incontáveis riquezas em uma ilha misteriosa, conquistadas por suas pilhagens aos navios espanhóis. Silver queria abrir mão desse tesouro novamente, e assim reconstituiu alguns integrantes da antiga tripulação de Flint e outros mais, e, no decorrer do desenvolvimento da história, eles acabam se passando por humildes tripulantes do navio Hispaniola, onde está  o protagonista e narrador da história, que fazia a expedição para mesma ilha que Silver. E também com o mesmo intuito do pirata.
Silver também descreve que já chegou a servir Edward England, que foi uma das inspirações de Stevenson para o seu próprio personagem. Além de citar England, também adicionou que desejava ter servido Howell Davies, que foi um pirata que teve o seu navio capturado por Edward England.
Ele também tem um papagaio chamado "Capitão Flint", que se revela capaz de pronunciar esganiçadamente a frase "Peças de Oito", que seria uma das únicas orações que conhecia (além dos palavrões), e muitas vezes serviu como alarme para John Silver contra seus inimigos. Silver brincava que o papagaio fazia mais barulho do que toda a tripulação junta. Assim notamos que piadas não eram o forte dele.
Muitas vezes, Silver pode ser encontrado em adaptações que o colocam com uma perna de pau, mas originalmente é uma perna cortada e uma bengala, para facilitar sua caminhada.

## Descrição
Ele é um homem extremamente robusto, possui mãos gigantes e gordas, da mesma forma que seu rosto. Ele costuma vestir casacos de oficiais da marinha britânica, que normalmente só ficam limpos da primeira vez que são usados por ele, obviamente pela razão de que piratas não são pessoas asseadas. Silver possui um péssimo senso de humor, frequentemente disfarçando esse traço por agoniadas risadas seguidas das citações da qual julga serem engraçadas. Um dos fatos que faz ' (o narrador da história e personagem principal) desconfiar de sua verdadeira procedência, é quando Silver conta um fato irrisório cuja gargalhada obriga todos a rirem junto a sua pessoa, mas que nitidamente era pelo motivo dos outros se sentirem intimidados pela razão de o temerem!
Silver se passava pelo cozinheiro do navio Hispaniola, mas foi citado que havia sido de muitos outros navios no passado. Outro nome que pode ser atribuído ao livro de Stevenson é Sea Cook, que significa "cozinheiro do mar". Ele é apelidado de "Porco-Assado", como traduziram Barbecue para o português, cujo significado original é "churrasco".
Ele possui o hábito de fumar caximbo.
Ele perdeu sua perna no mesmo dia em que outro marinheiro que faz parte de sua tripulação ficou cego (um homem velho chamado Pew). Foi em uma batalha contra o "Imortal Hawke", um oficial britânico que existiu de verdade que desejava extinguir os piratas da face da Terra, e quando cruzava com um navio com a bandeira preta hasteada, era raro que alguém que o ocupava escapasse. Entretanto, Silver descreve aos amigos de Hawkins que perdeu a perna servindo ao Imortal Hawke.
Silver é muito esperto, embora obviamente fracassando no final da história. Mas isso não significa que seu fim lhe proporcionou uma forma tão ineficiente, pois ele consegue escapar com quatrocentos guinéus.
O pirata também tem a característica de ser um mentiroso extremamente convincente, capaz de persuadir a quem narra o fato somente pelo seu modo manipulador e excêntrico de falar, um homem de uma eloquência verdadeiramente incomparável.

## Piratas de Silver
Silver possuía um total de dezenove piratas sob suas ordens, em que, somente estes (abaixo) são revelados os nomes.
- Cão negro - pirata que não possuía dois dedos, responsável pelo papel de ter irritado o "Capitão" Billy Bones, um pirata que se estabeleceu na Pousada onde Jim Hawkins morava, se esbanjando do rum de seu lar, também deixando disponíveis os mistérios da Ilha do Tesouro em seus pertences após sua morte. Billy foi o imediato do Capitão Flint.
- Pew - um velho que aparentava ser um mendigo que aterrorizou Hawkins, embora fosse cego. Ele foi pisoteado por um cavalo e morreu, depois de ter sido abandonado pelos seus companheiros.
- Dick - um pirata descrito pelos outros como sendo um covarde. Foi o primeiro a deixar Pew sozinho.
- Johnny - outro dos companheiros do velho Pew que o abandonou. É morto após ser acertado por um tiro de rifle em uma das lutas entre os flibusteiros de Silver contra os heróis e companheiros de Hawkins.
- Arrow - citado no filme da Disney como sendo um homem bravo, honesto e educado, foi morto pelo personagem que no desenho seria o equivalente do Israel Hands. No livro, ele era um pirata que só vivia bêbado, mesmo sendo intitulado como imediato. Morreu numa tempestade, cambaleando para fora do navio e se afogando no mar.
- Tom Morgan - velho marinheiro de cabelos brancos e rosto queimado de sol, morre após ser capturado pelos amigos de Jim Hawkins.
- Job Anderson - é o mestre a bordo do navio,o que significa que ele é encarregado de disciplina deck. Foi ele que  substituiu Arrow, mesmo assim continuou regendo seu cargo anterior de mestre.
- Israel Hands - tão esperto quanto o próprio John Silver, ele era um pirata que duvidamos muito de suas intenções no decorrer da história, parece agir por conta própria, aparentemente interessado em se aproveitar de Silver. Ele foi artilheiro de Flint. Israel Hands foi um pirata que existiu de verdade, sendo o imediato de Barba Negra. Seu nome se encontra no livro 
A General History of the Robberies and Murders of the most notorious Pyrates, escrito pelo misterioso Capitão Charles Johnson, onde Robert L. Stevenson deve ter utilizado como fonte para rechear a sua obra. Jim Hawkins mata Hands atirando com duas pistolas que estavam em sua mão, fazendo-o cair na água.
- O' Brien - pirata irlandês que foi já apresentado morto durante o conto. Ele era descrito por usar um gorro, e, o responsável por seu assassinato foi Israel Hands. Isso ocorreu porque os dois se encontravam bêbados.

## Curiosidades
Em Peter and Wendy de J.M. Barrie, o autor descreve que Pan matou Long John Silver na Terra do Nunca, mas como sempre, infelizmente ele não se lembra como isso ocorreu exatamente. Algumas outras citações no mesmo livro também sugestionam que Capitão Gancho devia ter sido, de certa forma, aprendiz de Silver, quando Barrie diz que ele aprendeu seu golpe preferido com o personagem de Stevenson. Ou, simplesmente ele foi vítima do golpe. Entretanto, Silver temia Gancho, e não é explicado por quê.
No desenho de animação da Disney, Planeta do Tesouro, é evidente a aparição de Silver exatamente como uma figura paterna para Jim Hawkins. Eles acabam se tornando amigos no final, onde no livro original, o garoto espera nunca mais o ver novamente. Na animação, Silver ganha não só uma perna robótica, como também um braço, que foi referência ao Capitão Gancho animado por Frank Thomas. No desenho, Silver não possui um papagaio, devido ao filme ser "espacial", se passar em outro universo. Ele possui um pequeno ser chamado Morf, que ganha a forma dos objetos... É metamórfico. Após algum tempo, devido a uma briga entre Jim e Silver, a perna robótica é danificada, e a partir daí Silver passa a usar seu braço mecânico como uma muleta, referência clara ao original Long John Silver, que, por não possuir uma das pernas, anda com a ajuda de uma muleta.
A canção que os piratas de Silver e o próprio cantam durante a história, é a mesma de uma parte do tema do brinquedo Piratas do Caribe no Parque da Disney na Califórnia, e foi usada no filme Piratas do Caribe - O Baú da Morte na cena em que o Sr. Gibbs (imediato do Capitão Jack Sparrow), logo no início do filme, está bebendo rum.
Existe um livro que conta sobre as origens dos personagens da Ilha do Tesouro. Seu nome é Flint And Silver, escrito por John Drake. O autor cita que o "J" de Capitão "J." Flint, é de Joseph. Silver é descrito, antes de servir a Flint, como sendo um homem que nunca possuiu motivo para matar ninguém até um motim acontecer e ele se ver circulado de miséria e fome, o que o obrigou a se tornar um assassino para sobreviver. - O livro de John Drake terá uma sequência chamada "Pieces Of Eight", para 2009.